# Vidoeiro
 (septembre 2014).
Si vous disposez d'ouvrages ou d'articles de référence ou si vous connaissez des sites web de qualité traitant du thème abordé ici, merci de compléter l'article en donnant les références utiles à sa vérifiabilité et en les liant à la section « Notes et références ».
 (septembre 2014).
Vidoeiro est un petit village situé dans la freguesia de Cervos (pt) dans la municipalité de Montalegre au Portugal.
C'est un petit village typique de la sous-région portugaise de Trás-os-Montes. Il est situé à 15 km de Montalegre. On y trouve des maisons typiques faites en pierres et entourées de champs et de forêts.
Ce village est caractérisé par sa fontaine romaine située au centre du village.